# Gagarinia borgmeieri
Gagarinia borgmeieri är en skalbaggsart som först beskrevs av Gregorio Bondar 1938.  Gagarinia borgmeieri ingår i släktet Gagarinia och familjen långhorningar. Inga underarter finns listade i Catalogue of Life.